# 인체의 구성
인체의 구성(영어: composition of the human body) 성분은 다양한 방법으로 분석될 수 있다. 이는 존재하는 화학 원소 또는 분자 구조(예: 물, 단백질, 지방(또는 지질), 수산화인회석(뼈 안), 탄수화물(예: 글리코젠, 포도당) 및 DNA)의 측면에서 수행될 수 있다. 조직의 종류에 따라 신체는 수분, 지방, 결합 조직, 근육, 뼈 등으로 분석될 수 있다. 세포 유형으로 보면 신체에는 수백 가지의 서로 다른 유형의 세포가 포함되어 있지만 특히 인체에 포함된 세포 중 가장 많은 수(세포의 최대량은 아니지만)를 차지하는 것은 사람의 세포가 아니라 정상적인 사람의 위장관에 서식하는 세균들이다.

## 같이 보기
- 탄수화물
- 단백질
- 지질
- 핵산